# Lake Norman of Catawba
Lake Norman of Catawba – jednostka osadnicza w Stanach Zjednoczonych, w stanie Karolina Północna, w hrabstwie Catawba.